# الكربي العليا (السبرة)

تعديل مصدري - تعديل

الكربي العليا محلة تابعة لقرية المعفدة، التابعة لعزلة الابروة بمديرية السبرة إحدى مديريات محافظة إب في الجمهورية اليمنية.، بلغ تعداد سكانها 156 حسب تعداد اليمن لعام 2004.